# Condado de Yadkin
O Condado de Yadkin é um dos 100 condados do estado americano da Carolina do Norte. A sede do condado é Yadkinville, e sua maior cidade é Yadkinville. O condado possui uma área de 874 km² (dos quais 5 km² estão cobertos por água), uma população de 36 348 habitantes, e uma densidade populacional de 42 hab/km² (segundo o censo nacional de 2000). O condado foi fundado em 1855.